# Pier Luigi Farnese
Pier Luigi (of Pierluigi) Farnese (Rome, 19 november 1503 – Piacenza, 10 september 1547) was de eerste hertog van Castro (1538-1545) en Parma en Piacenza (1545-1547). Hij was een zoon van kardinaal Alessandro Farnese, de latere paus Paulus III, bij zijn maîtresse Silvia Ruffini.

## Leven
Nadat zijn vader in 1534 tot paus gekozen was, benoemde hij zijn zoon in 1537 tot gonfaloniere van de Rooms-Katholieke Kerk. Een jaar later beleende hij hem met het hertogdom Castro en andere stukken land. In 1545 creëerde hij voor zijn zoon Parma en Piacenza als erfelijk hertogdom.
Pier Luigi deed vooreerst afstand van de hertogstitel van Castro ten gunste van zijn buitenechtelijke zoon Orazio Farnese. Zijn oudste en jongste zoon waren reeds kardinaal zodat zijn middelste zoon als opvolgende hertog van Parma werd aangewezen.
Pier Luigi stond bekend als een wreed en meedogenloos man, die een luxe leven leidde. Door zijn strenge regering en hoge belastingen stonden de steden vijandig tegenover hem en werden hierin gesteund door keizer Karel V, die uit was op de vereniging van Parma en Piacenza met het hertogdom Milaan.
In 1547 werd hij vermoord door een aantal samenzwerende edelen en zijn lichaam werd in een raam gehangen in zijn paleis in Piacenza. Het hertogdom werd bezet door troepen van de keizer. Pas in 1551 kon zijn zoon Ottavio het gebied weer innemen.

## Huwelijk en kinderen
Pier Luigi huwde in 1519 met Girolama Orsini (1504–1570), dochter van Luigi, graaf van Pitigliano. Uit dit huwelijk werden vier kinderen geboren:
- Alessandro (1520–1589), kardinaal
- Vittoria (1521–1602); ∞ (1547) Guidobaldo della Rovere (1514–1574), hertog van Urbino en Gubbio
- Ottavio (1524–1586), hertog van Parma en Piacenza 1547-1586
- Ranuccio (1530–1565), kardinaal

Daarnaast had hij een buitenechtelijke zoon bij een onbekende maîtresse:
- Orazio (1532–1553), hertog van Castro 1545-1553